# Höstsol

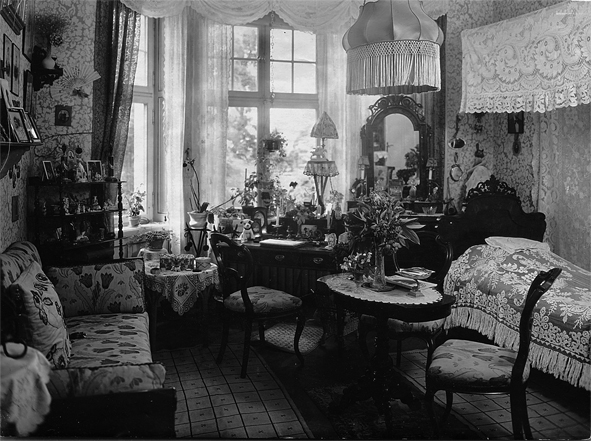
Ett boenderum på Höstsol

Höstsol är en stiftelse för pensionerade skådespelare, tillkommen på initiativ av Svenska Teaterförbundet 1912. 
Som grundplåt fungerade ett kapital från skådespelaren och teaterledaren Gustaf "Frippe" Fredrikson (1832–1921). Stiftelsen konstituerades 1913 och 1918 förlade den sin verksamhet, boende för äldre skådespelare, till Såsta gård i nuvarande Täby kommun under namnet Pensionat Höstsol. Egendomen kostade 185 000 kronor och öppnade den 1 augusti 1918. Vid invigningen av pensionatet lästes följande dikt, författad av Daniel Fallström:
"Har du sett höstsol lysa på fasaden

Med vildvin flammande i blodets färg

Här ute stillhet fjärran ifrån staden

Med skog i gult och fjärd i blått och färg"
Ursprungligen fanns plats för tio pensionärer, efter en tillbyggnad 1929 35 pensionärer. Behovet av stiftelsens ändamål minskade genom åren och pensionatet avvecklades i slutet av 1970-talet. Gården såldes 1981, jordbruket till arrendatorn och huvudbyggnaden som konferensanläggning, numera under namnet Såstaholm.
Idag bedriver Stiftelsen verksamhet på Kungsholmen i Stockholm med en samlingslokal och ett antal lägenheter ämnade för pensionerade medlemmar i teaterförbundet.
Som ett minne av Höstsols verksamhet vid Såsta gård delas varje år sedan 2008 ut Såstaholms pris till Höstsols minne.